# تشارلي فليتشير
تشارلي فليتشير (بالإنجليزية: Charlie Fletcher)‏ هو كاتب سيناريو بريطاني، ولد في 1960 في المملكة المتحدة.

## وصلات خارجية
- تشارلي فليتشير على موقع IMDb (الإنجليزية)
- تشارلي فليتشير على موقع ألو سيني (الفرنسية)
- تشارلي فليتشير على موقع أول موفي (الإنجليزية)
- تشارلي فليتشير على موقع قاعدة بيانات الفيلم (الإنجليزية)
- تشارلي فليتشير على موقع كينوبويسك (الروسية)